# La Graciosa
La Graciosa ist die kleinste bewohnte Insel der politisch zu Spanien gehörenden Kanarischen Inseln im Atlantischen Ozean. Sie liegt nördlich der Insel Lanzarote, von der sie durch eine einen Kilometer  breite Meerenge getrennt ist. Seit November 2018 ist sie per Autonomiestatut als achte bewohnte Insel der Kanaren anerkannt.

## Geschichte
Der normannische Seefahrer Jean de Béthencourt nannte 1402 die Insel die Anmutige.
Dauerhaft besiedelt wird La Graciosa seit 1876, als mit der Errichtung einer Fischfabrik ein Zuzug von Lanzarote einsetzte. Seit 1986 gehört die Insel mit vier unbewohnten Inselchen und einem Teil der Nordwestküste von Lanzarote zum Naturpark des Chinijo-Archipels.
La Graciosa wird von der Gemeinde Teguise auf Lanzarote verwaltet.

## Ortschaften
Der Hauptort der Insel ist Caleta del Sebo mit 720 Einwohnern (Stand Januar 2023), die überwiegend vom Tourismus und Fischfang leben. Im Osten der Insel gibt es einen zweiten Ort namens Pedro Barba (auch Casas de Pedro Barba). Dieser Ort besteht ausschließlich aus Ferienhäusern anderer Kanarenbewohner, ist nur per Boot oder über Pisten von Caleta del Sebo erreichbar und meist nur in den Sommermonaten bewohnt.

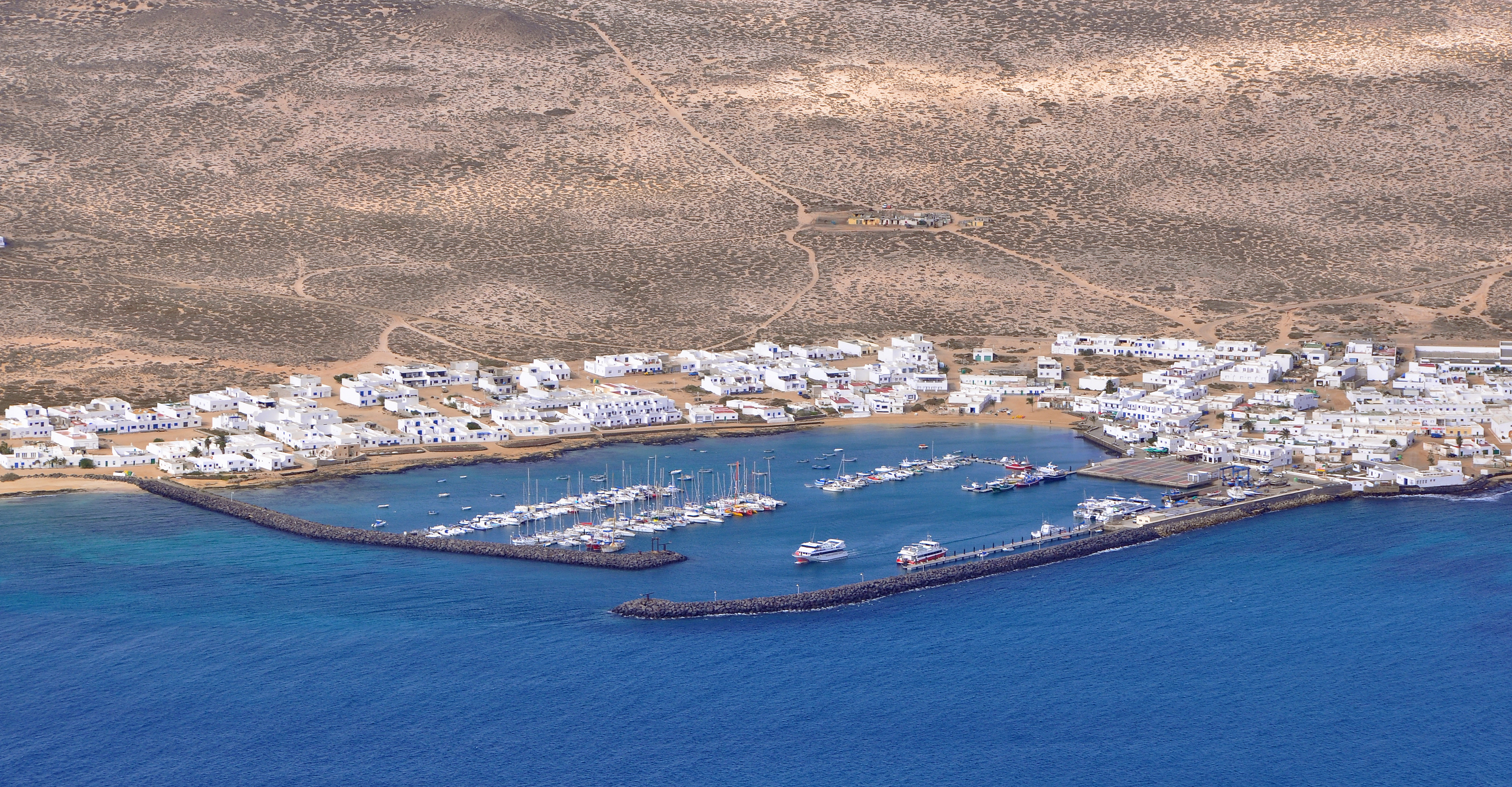
Caleta del Sebo, Blick von Lanzarote
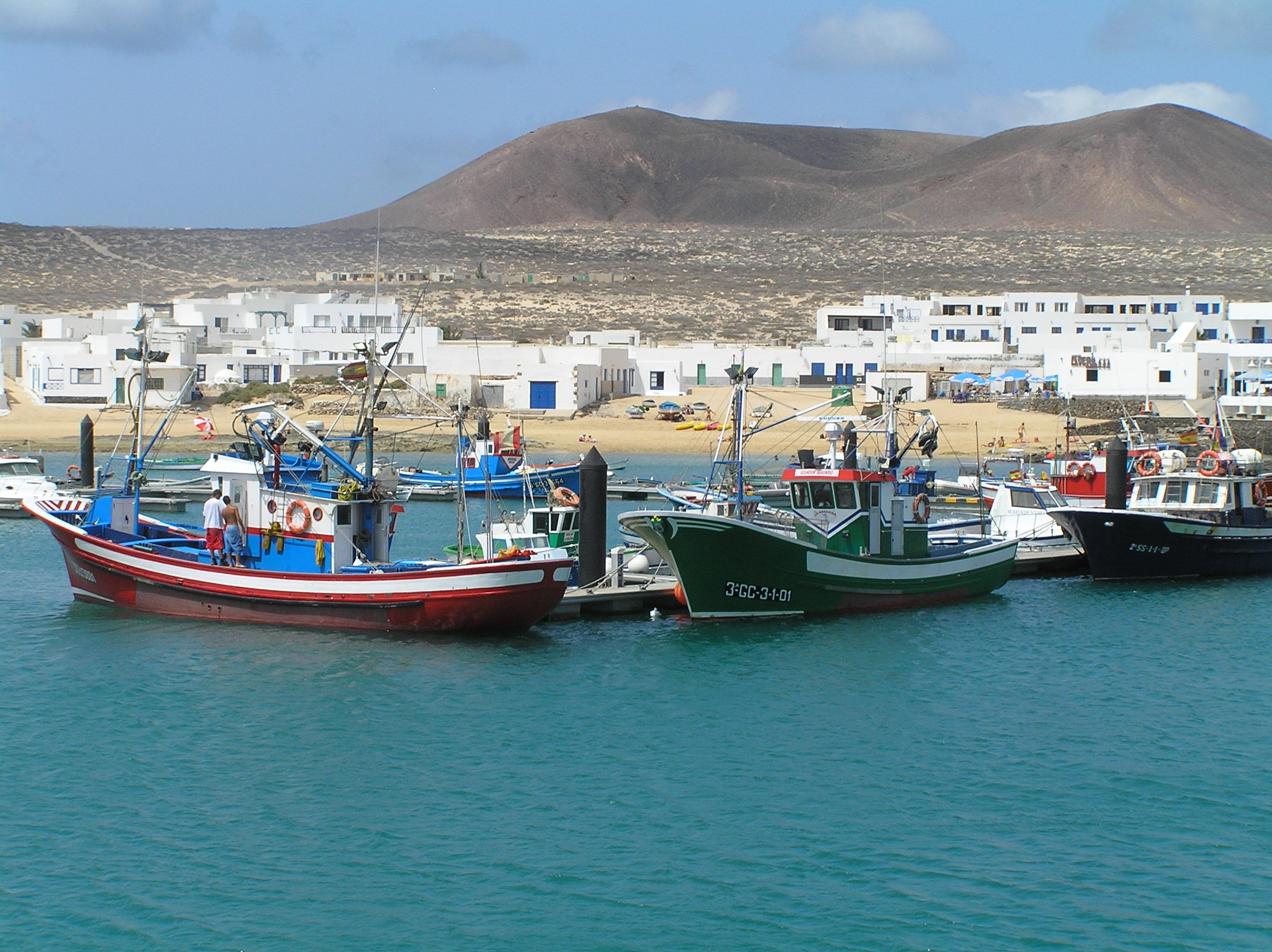
Teil des Hafens von Caleta del Sebo
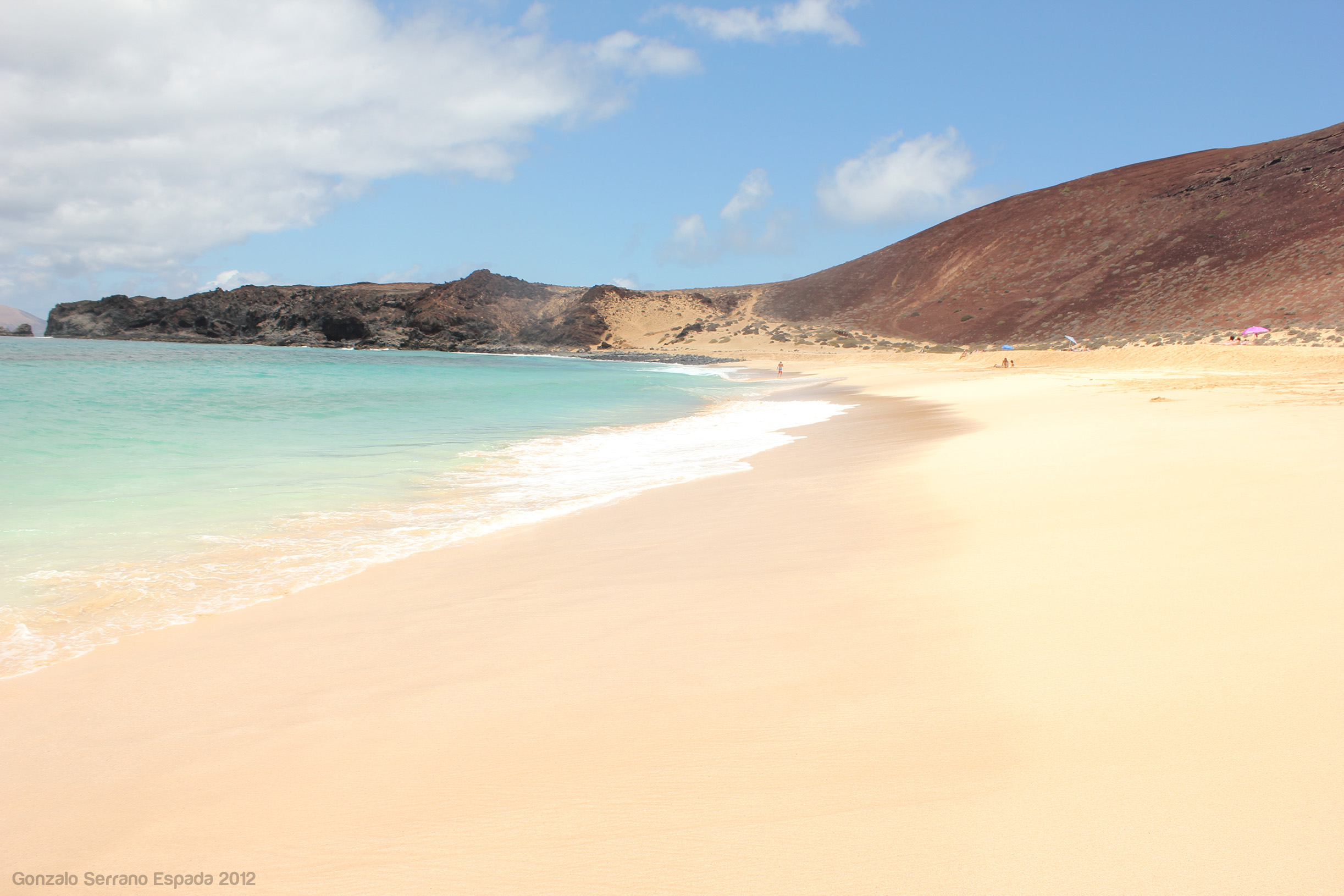
Playa de Las Conchas
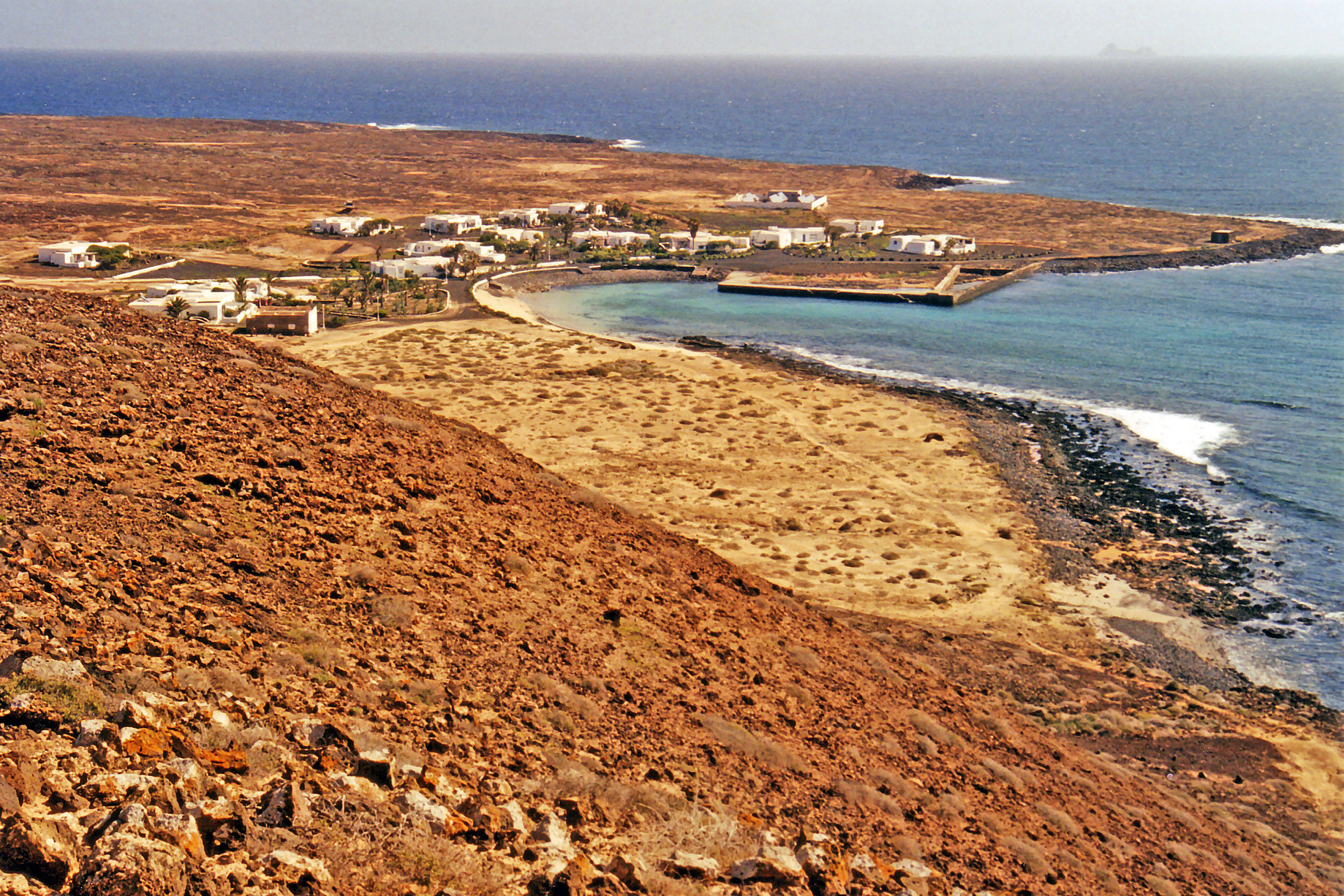
Pedro Barba von Westen
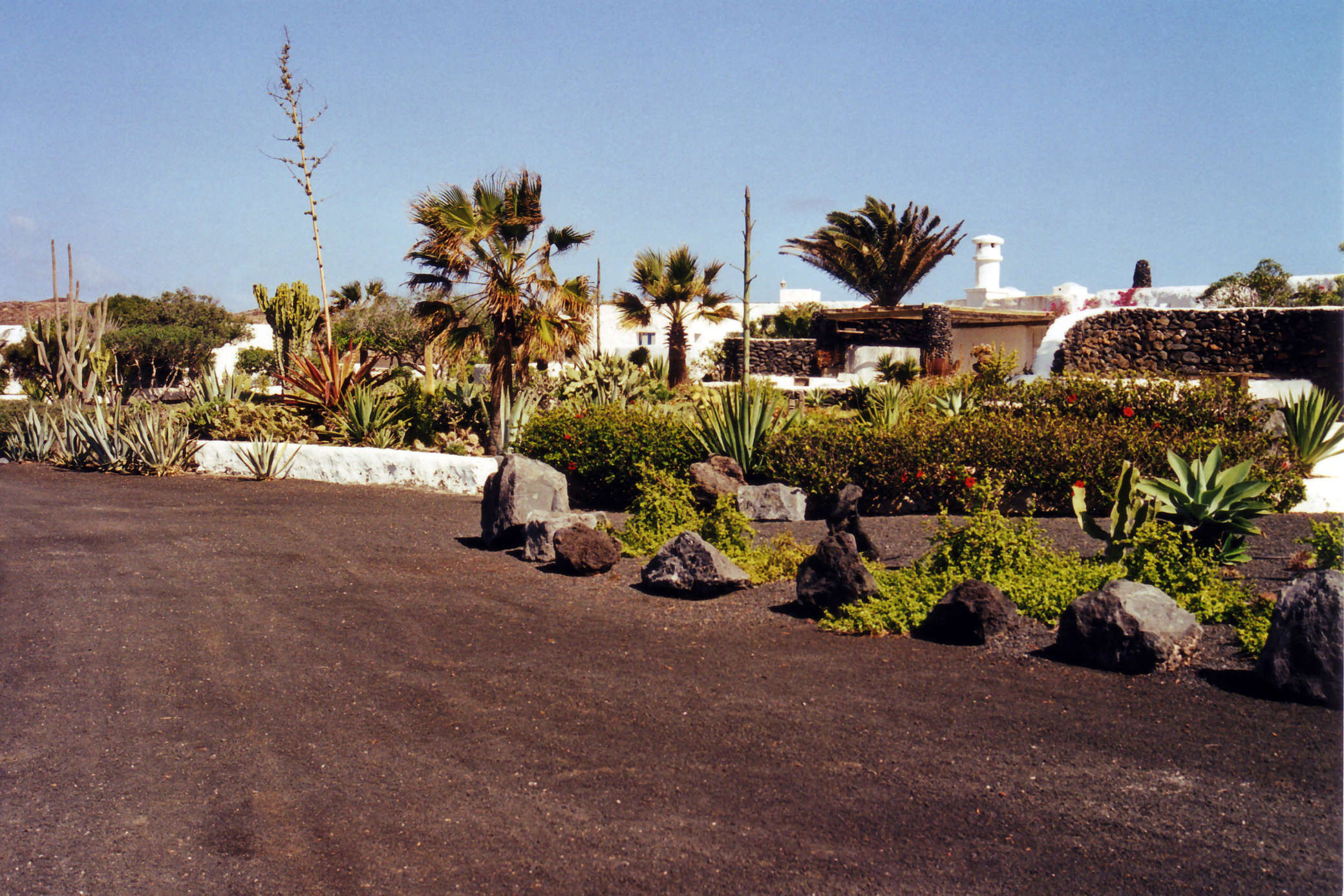
Ferienhauskolonie Pedro Barba

## Geografie
La Graciosa hat mit 29,05 Quadratkilometern einen Flächenanteil von 0,39 Prozent an der Gesamtfläche aller Kanarischen Inseln.
Das mediterran-subtropische Klima auf La Graciosa ist das ganze Jahr über angenehm, bei Temperaturen von etwa 28 °C im Sommer. In den Wintermonaten ist mit stürmischem Wind und leichten Niederschlägen zu rechnen und die Temperaturen können nachts auf etwa 15 °C sinken. Tagsüber bleibt es mild bei 20 °C bis 25 °C. Es gibt keine Süßwasserquellen auf der Insel, daher muss das Trinkwasser per Pipeline unter dem Río, der nur etwas mehr als einen Kilometer breiten Meerenge zwischen La Graciosa und Lanzarote, oder mit einem Tankschiff herangeschafft werden.
Wie auch die große Nachbarinsel Lanzarote ist La Graciosa vulkanischen Ursprungs. Die höchsten Erhebungen sind Las Agujas Grandes (266 m) und Las Agujas Chicas (257 m) im Zentrum der Insel. Einziger Vulkan im Norden ist die Montaña Bermeja mit 157 Metern, dessen Fuß wird von dem etwa 600 Meter langen weißen Sandstrand Playa de Las Conchas gesäumt. Wegen gefährlicher Strömungen ist er zum Baden nicht geeignet. Etwa zwei Kilometer weiter östlich liegt der Strand Playa Lambra. Im Südwesten ist die aus gelben und roten Tuffen aufgebaute Montaña Amarilla ein Blickfang. Mit 172 Metern Höhe ist sie teilweise vom Meer angeschnitten. Am Fuß des Vulkans befinden sich die beiden kleinen, aber badetauglichen Strände Playa de la Cocina und Playa Francesa. Nahe Caleta del Sebo, im Inselinneren, liegt die Montaña del Mojon mit 188 Metern Höhe und einem etwa 70 Meter tiefen Krater.

## Flora
Auf der kargen Insel gedeihen Eiskraut (Mesembryanthemum cristallinum, spanisch Barilla) und Knotenblütige Mittagsblume (Mesembryanthemum cristallinum). Auf den kargen Böden finden auch Strauch-Dornlattich (Launaea arborescens) und andere mit wenig Niederschlägen auskommende Pflanzen einen Lebensraum. An der Playa de la Concha siedelt in großer Zahl die Nymphendolde (Astydamia latifolia).

## Verkehr
Vom Hafen Órzola im Norden von Lanzarote setzen mehrmals täglich kleine Personenfähren nach Caleta del Sebo über. Die Überfahrt dauert etwa 25 Minuten. Auf La Graciosa sind nur einige Geländewagen von Einheimischen zugelassen. Es gibt keinerlei asphaltierte Straßen.

## Touristisches
Im Hauptort stehen Unterkünfte in mehreren kleinen Apartmentanlagen zur Verfügung. Es gibt eine Handvoll Lokale, zwei kleine Supermärkte, eine Bäckerei und am Hafenterminal einen Geldautomaten. Fahrräder können vor Ort ausgeliehen werden. Wanderer können die Inseln in zwei Halbtagestouren umrunden. Die Nordtour beginnt am nördlichen Ortsrand von Caleta del Sebo und führt auf einem bis Pedro Barba für Radfahrer gesperrten Küstenpfad an der Ostküste entlang und von dort weiter über Playa Lambra zur Playa de Las Conchas. Von dort ist eine Besteigung der Montaña Bermeja möglich. Für den Rundweg sollte eine Gehzeit von gut fünf Stunden eingeplant werden. Eine etwas kürzere zweite Tour verläuft vom Hafen in Caleta de Sebo zu den Stränden an der Südküste, trittsichere Wanderer können dort zur Gipfelsäule auf der Montaña Amarilla aufsteigen.

## Trivia
Am 17. Juni 1799 kreuzte Alexander von Humboldt auf seiner Reise nach Südamerika in den Gewässern vor La Graciosa. In der Annahme er hätte die Insel Lanzarote vor sich ging er an Land und betrat auf La Graciosa zum ersten Mal in seinem Leben außereuropäischen Boden.